# Steudten (Seelitz)
Steudten ist ein Ortsteil der Gemeinde Seelitz im sächsischen Landkreis Mittelsachsen. Die Gemeinde Steudten mit ihren Ortsteilen Biesern, Fischheim, Seebitzschen, Sörnzig und Zöllnitz wurde am 1. Januar 1994 in die Großgemeinde Seelitz eingemeindet. Einzig der Ortsteil Zaßnitz wurde nach Rochlitz umgegliedert.

## Geografie

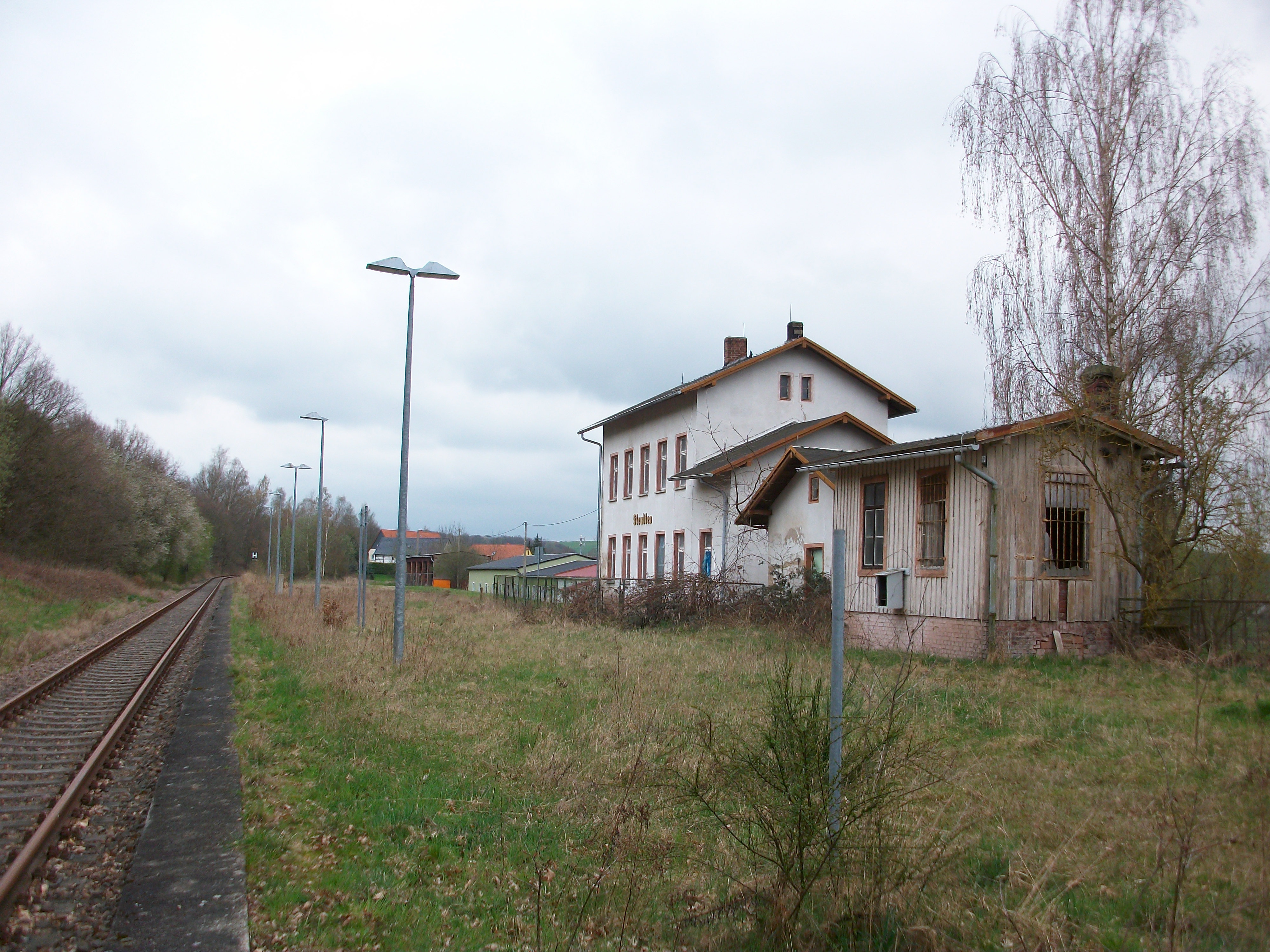
Bahnhof Steudten, Empfangsgebäude (2016)

### Geografische Lage und Verkehr
Steudten liegt im Westen der Großgemeinde Seelitz am Ostufer der Zwickauer Mulde. Östlich des Orts führt die Bundesstraße 107 vorbei. Durch Steudten verläuft die stillgelegte Trasse der Bahnstrecke Glauchau–Wurzen (Muldentalbahn), an der der Ort eine Station besaß.

### Nachbarorte
|                    | Biesern                                     |                        |
| Sörnzig, Fischheim | Kompassrose, die auf Nachbargemeinden zeigt | Zöllnitz, Seebitzschen |
|                    | Meusen                                      | Beedeln                |

## Geschichte

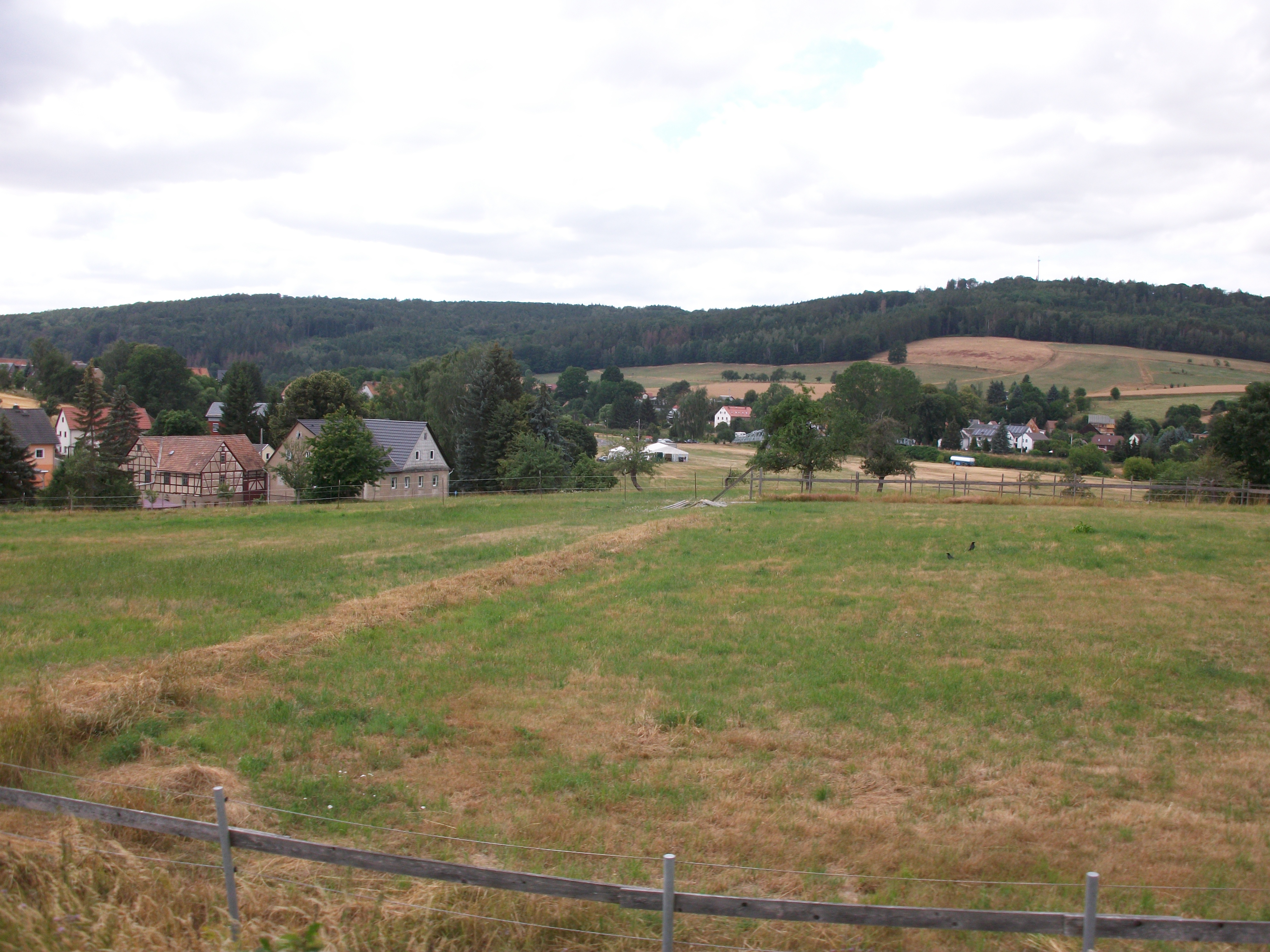
Blick auf Steudten

Das Platzdorf Steudten wurde im Jahr 1325 unter dem Namen Steyten erwähnt. Bezüglich der Grundherrschaft gehörte Steudten bis 1856 als Amtsdorf zum kursächsischen bzw. königlich-sächsischen Amt Rochlitz. Kirchlich ist der Ort seit jeher nach Seelitz gepfarrt. Bei den im 19. Jahrhundert im Königreich Sachsen durchgeführten Verwaltungsreformen wurden die Ämter aufgelöst. Dadurch kam Steudten im Jahr 1856 unter die Verwaltung des Gerichtsamts Rochlitz und 1875 an die neu gegründete Amtshauptmannschaft Rochlitz. Mit der Eröffnung des Abschnitts Penig–Rochlitz der Bahnstrecke Glauchau–Wurzen (Muldentalbahn) erhielt Steudten am 29. Mai 1876 einen Bahnhof, welcher diesen Status erst mit der Einstellung der Sandverladung im Jahr 1979 verlor.
Am 1. Juli 1950 erfolgte die Eingemeindung der umliegenden Orte Biesern, Zaßnitz, Fischheim, Sörnzig und Seebitzschen mit Zöllnitz nach Steudten. Durch die zweite Kreisreform in der DDR im Jahr 1952 wurde die Gemeinde Steudten mit ihren Ortsteilen dem Kreis Rochlitz im Bezirk Chemnitz (1953 in Bezirk Karl-Marx-Stadt umbenannt) angegliedert, der ab 1990 als sächsischer Landkreis Rochlitz fortgeführt wurde und 1994 im neu gebildeten Landkreis Mittweida und 2008 im Landkreis Mittelsachsen aufging. Durch die Eingemeindung der Gemeinde Steudten nach Seelitz sind Steudten und seine Ortsteile, ohne das nach Rochlitz umgegliederte Zaßnitz, seit dem 1. Januar 1994 Ortsteile der Großgemeinde Seelitz. Am 9. Juni 2001 verkehrten aufgrund des schlechten Zustands des Oberbaus der Muldentalbahn die letzten Züge zwischen Rochlitz und Wechselburg, wodurch auch der Haltepunkt Steudten außer Betrieb ging. Seit 2010 führt der Verein Sächsischer Eisenbahnfreunde e. V. (VSE, Sitz Schwarzenberg im Erzgebirge) an Wochenenden regelmäßigen Tourismusverkehr auf diesem Streckenabschnitt mit dem sogenannten Schienentrabi durch.

## Kulturdenkmale und Sehenswürdigkeiten
Für die Kulturdenkmale des Ortes siehe die Liste der Kulturdenkmale in Steudten.
- Bahnstrecke Glauchau–Wurzen (Muldentalbahn), an ausgewählten Tagen Fahrbetrieb der Schienentrabis des Vereins Sächsischer Eisenbahnfreunde e. V.[5]